# Rado Pišot
Rado Pišot, slovenski kineziolog, raziskovalec in univerzitetni učitelj, * 9. september 1962, Koper
Je redni profesor za področje kineziologije in znanstveni svetnik. Od leta 2013 je direktor Znanstveno-raziskovalnega središča Koper (ZRS KP), ki od leta 2017 deluje kot samostojni javni raziskovalni zavod, med leti 2003 in 2017 pa je delovalo pod okriljem univerze na Primorskem (UP ZRS). Glavna področja njegovega raziskovanja so gibalni razvoj človeka in gibalno učenje ter mehanizmi prilagajanja gibalnega sistema in funkcionalnih zmožnosti človeka – razvojno, okoljsko in življenjsko specifično. Svoje raziskovalne ugotovitve in številne strokovne izkušnje prenaša študentom različnih univerz doma in po svetu. Je mentor mladim raziskovalcem, vodja več mednarodnih in nacionalnih projektov. Za svoje delo je prejel več mednarodnih in državnih nagrad in priznanj, med drugim tudi Bloudkovo priznanje za razvoj Kineziologije. 

## Življenjepis
Po zaključeni osnovni šoli in opravljeni maturi na klasični gimnaziji v Kopru je diplomiral na Fakulteti za telesno kulturo UL, magistriral na skupnem programu Fakultete za šport UL in Kineziološke fakultete Univerze v Zagrebu in leta 1997 doktoriral iz kinezioloških znanosti na Fakulteti za šport UL.
Bil je eden od pobudnikov in pripravljavcev podlag za ustanovitev Univerze na Primorskem (UP), član prvega senata UP in prvi dekan UP Pedagoške fakultete v Kopru (2003–2007).
Med leti 2007 in 2011 je bil prorektor za področje znanstveno-raziskovalnega in razvojnega dela UP.
Od ustanovitve leta 2004 pa do leta 2013 je bil predstojnik Inštituta za Kineziološke raziskave (IKARUS) pri UP ZRS in član Znanstvenega sveta UP ZRS ter član senata UP. Od marca 2013 je bil direktor UP ZRS, od leta 2017 pa je direktor ZRS Koper.
S sodelavci je bil avtor in pobudnik nastanka novih študijskih programov Aplikativne kineziologije 1., 2. in 3. stopnje in akreditacije Fakultete za ergonomske in kineziološke študije (FENIKS). Do leta 2016 je opravljal vlogo koordinatorja študijskih programov in bil v. d. dekana FENIKS.

## Raziskovalna dejavnost
V svojem raziskovalnem delu je doslej vodil in sodeloval v različnih nacionalnih in mednarodnih projektih. V okviru nacionalnih projektov vodi raziskovalni program P5-0381 Kineziologija za kakovost življenja in raziskovalni projekt: L7-3187 Prospektivna analiza športnih poškodb elitnih športov: epidemiologija, napovedovanje in varno vračanje v šport.
Pomembnejši nacionalni projekti: vodja raziskovalnih projektov: 
- L5-8245: Razvoj modela spremljanja športnih poškodb za učinkovitejšo preventivo, diagnostiko in rehabilitacijo
- J5-2397 Analiza elementarnih gibalnih vzorcev in adaptacija skeletni mišičnega sistema na nekatere dejavnike sodobnega življenskega sloga otrok med 4. in 7. letom starosti
- J5-6390 Spremljanje sprememb biomehanskih karakteristik skeletnih mišic v zgodnjem otroštvu in obdobju adolescence
- L5-3430 Vloga biomehanskih lastnosti skeletnih mišic v gibalnem razvoju otrok.

Sodeluje tudi v številnih drugih raziskovalnih projektih ARRS in v projektih Kreativna pot do praktičnih znanj, ki študentom omogočajo promocijo lastnega strokovnega in intelektualnega dela v podjetjih idr.
Večji mednarodni projekti: 
- projekt čezmejnega sodelovanja Interreg EU: PANGeA ‐ Telesna aktivnost in prehrana za kakovostno staranje[8];
- projekt Svetovne agencije za boj proti dopingu (WADA): Metabolna detekcija zlorabe inzulina pri športnikih;
- projekt v okviru Norveškega finančnega mehanizma: A‐Qu‐A, Aktivno in kvalitetno staranje v domačem okolju[9];
- Koordiniral je tudi večletni mednarodni raziskovalni program »BEDREST Valdoltra – Vpliv simulirane breztežnosti na človeški organizem«[10], kjer je mednarodna mreža raziskovalcev za potrebe evropske in Italijanske vesoljske agencije proučevala mehanizme adaptacije podsistemov organizma človeka zaradi gibalne neaktivnosti, s fokusom na identifikaciji ireverzibilnih procesov ter oblikovanja intervencij ‐ kognitivnih in prehranskih za uspešno rehabilitacijo.

## Pedagoška dejavnost
Poleg raziskovalnega dela je vpet tudi v pedagoški proces kot visokošolski učitelj – redni profesor za področje kineziologije. Do leta 2017 je predaval na Univerzi na Primorskem na Pedagoški fakulteti (UP PEF) in na Fakulteti za matematiko, naravoslovje in informacijske tehnologije (UP FAMNIT) na študijskem programu Aplikativna kineziologija. Od leta 2017 predava na podiplomskih programih Univerze v Ljubljani; na Pedagoški in Medicinski fakulteti Univerze v Mariboru in Kineziološki fakulteti Univerze v Zagrebu. Kot vabljeni predavatelj sodeluje na različnih univerzah v tujini.